# Śródmieście (Gorzów Wielkopolski)
Śródmieście – dzielnica Gorzowa Wielkopolskiego, położona w centralnej części miasta. Znajdują się tutaj wszystkie ważniejsze instytucje, siedziby banków, firm consultingowych itp. Mieści się tutaj Urząd Miejski, wiele redakcji gazet, istnieje mnóstwo kafejek, pubów, restauracji, barów.
W dzielnicy znajduje się wiele zabytków, m.in.:
- zabytkowa katedra z 1257 roku;
- Fontanna Pauckscha o ponad stuletniej historii;
- Budynek Urzędu Miasta;
- Herb kamienny, który był umieszczony przed wojną na środkowym przęśle mostu;
- Budynek Poczty z pocz. XX w.
- liczne kamienice z XVIII, XIX, XX wieku przy ul.: Łokietka, Wełnianym Rynku, Hawelańskiej, Zabytkowej, Wybickiego, Chrobrego, Wodnej i Mostowej
- budynek Muzeum Okręgowego
- fragment zabytkowych murów obronnych z XII w.

Dzielnica jest dobrze skomunikowana z resztą miasta, krzyżują się tutaj linie tramwajowe 1, 2, 3 i 4 oraz liczne linie autobusowe.